# Gobernantes de Colombia
El gobernante y el sistema de gobierno  en el actual territorio de Colombia ha variado a lo largo del tiempo desde el tiempo precolombino hasta nuestros días. Durante el período prehispánico, los chibchas fueron los que una de las más importantes culturas en el actual territorio de Colombia. Sin embargo, la zona del suroccidente, pertinente a la región andina de Colombia, en el departamento de Nariño y en el límite actual con Ecuador, fue dominada por el Imperio incaico. 
Las instituciones coloniales se constituyeron en 1560, cuando se erige la Real Audiencia del Nuevo Reino de Granada, originalmente dependiente del Virreinato del Perú. Con la llegada de los Borbones al trono de España, la Nueva Granada se erige como virreinato en el siglo xviii, incluyendo a la Capitanía General de Venezuela y a la Real Audiencia de Quito.
Luego del grito de independencia se articula un gobierno provisional durante el período de la denominada Patria Boba. Entre 1819 y 1823, Colombia consolida su independencia de España y se crea la Gran Colombia. La frágil unión entre Nueva Granada y Venezuela se rompe finalmente en 1829

## Periodo Prehispánico
En los procesos de migración y ocupación que se dieron durante varios milenios, se establecieron, prosperaron y desaparecieron numerosos pueblos. Las primeras culturas con las que se cuenta con información son la de San Agustín y Tierradentro. Para el siglo XVI, las tres grandes y dominantes familias lingüísticas de América eran los arawacks, los caribes y los chibchas, en diversos estadios del formativo.  Dos grupos chibchas: los taironas y los muiscas se destacan en el formativo superior. 
Sobre las culturas: tayrona, muisca, zenú y quimbaya se cuenta con información sobre su estructura administrativa y política. Sin embargo, el actual territorio colombiano también fue habitado por otras culturas precolombinas como: la cultura  calima, nariño, tumaco, los pijaos, opitas, pances, motilones, muzos, panzes, ansermas, irras, quindos, caramantas, pícaras, pozos, armas, calamarí, carrex, bahaire, cospique o mocaná.

### Las Culturas Doradas  (1200-1510)
- Cacique de Los Tayronas

Los Tayrona se localizaron principalmente en la Sierra Nevada de Santa Marta. De la cultura Tayrona aún sobreviven aquellos que se quedaron en las partes altas de la Sierra como los Kogui, los Ika y los Sanká. Su estructura político-administrativa no es muy clara, pero las investigaciones han concluido que concentraba aspectos federales con otros radicalmente centrales. Cada ciudad grande (unos 1000 habitantes) generalmente contaba con un Cacique, figura más bien administrativa. El cacique, dentro de los límites de su ciudad, cumplía funciones ceremoniales, ejecutivas, y judiciales. Los caciques podían tener opiniones divergentes, pero las instituciones inermes e uniformes de la Nación Tayrona eran los sacerdotes; que influenciaban notablemente en las decisiones de los consejos y regían la vida de los habitantes bajo preceptos divinos.
- Zipa y Zaque de Los Muiscas

La Confederación muisca dominó la zona central de Colombia, específicamente el Altiplano Cundiboyacense. Su Sistema Político-administrativo, el de Confederación de Cacicazgos, es el más avanzado entre las Culturas asentadas en Colombia. Dentro de la nación Muisca, había dos grandes Confederaciones, la del Zipa de Bacatá (Bogotá) y la del Zaque de Hunza (Tunja), siendo la de Bacatá inicialmente subalterna del podería de Hunza,había logrado mayor poderío a la llegada de los europeos. El funcionamiento de estas Confederaciones era sencillo. Cada poblado-estado miembro de la Confederación, le debía cierto respeto al Zipa o Zaque. Así, en el gobierno central, a cargo del Zipa o del Zaque se creaban las reglas de convivencia basadas más bien en la costumbre. También administraban a los guerreros o Güaches organizados en forma de Ejército. En tiempos de guerra, todos los caciques se reunían donde el Zipa y tomaban las decisiones. La organización política muisca contó simultáneamante con dos cabezas de prácticametne igual prestigio y poder: El Zipa y El Zaque. Por otro lado, la casta sacerdotal,rectora del culto solar(cuyo vaticano se encontraba en Sugamuxi) era instruida desde la infancia, y al crecer, estos se volvían jeques, o sacerdotes. 
Para 1537, el último año antes de la legada de los españoles, se estima que los Muiscas eran un poco más de 1 millón, organizados en 56 tribus, adscritas o al Zipa o al Zaque. En el año 1538, los españoles ocuparon Bacatá y mataron al último zipa, Zaquezazipa. Sobre la antigua casa del Zipa Gonzalo Jiménez de Quesada refunda Bacatá como Santafé de Bogotá, ese fue el fin de los Muiscas.
| Periodo | Periodo | Zipa de Bacatá |
| Inicio  | Final   | Zipa de Bacatá |
| ------- | ------- | -------------- |
| 1450    | 1470    | Meicuchuca     |
| 1470    | 1490    | Saguamanchica  |
| 1490    | 1514    | Nemequene      |
| 1514    | 1537    | Tisquesusa     |
| 1537    | 1538    | Sagipa         |

| Periodo | Periodo | Zaque de Hunza  |
| Inicio  | Final   | Zaque de Hunza  |
| ------- | ------- | --------------- |
| -       | 1490    | Michuá          |
| 1490    | 1537    | Quemuenchatocha |
| 1537    | 1541    | Aquiminzaque    |

- Cacique de Los Quimbayas

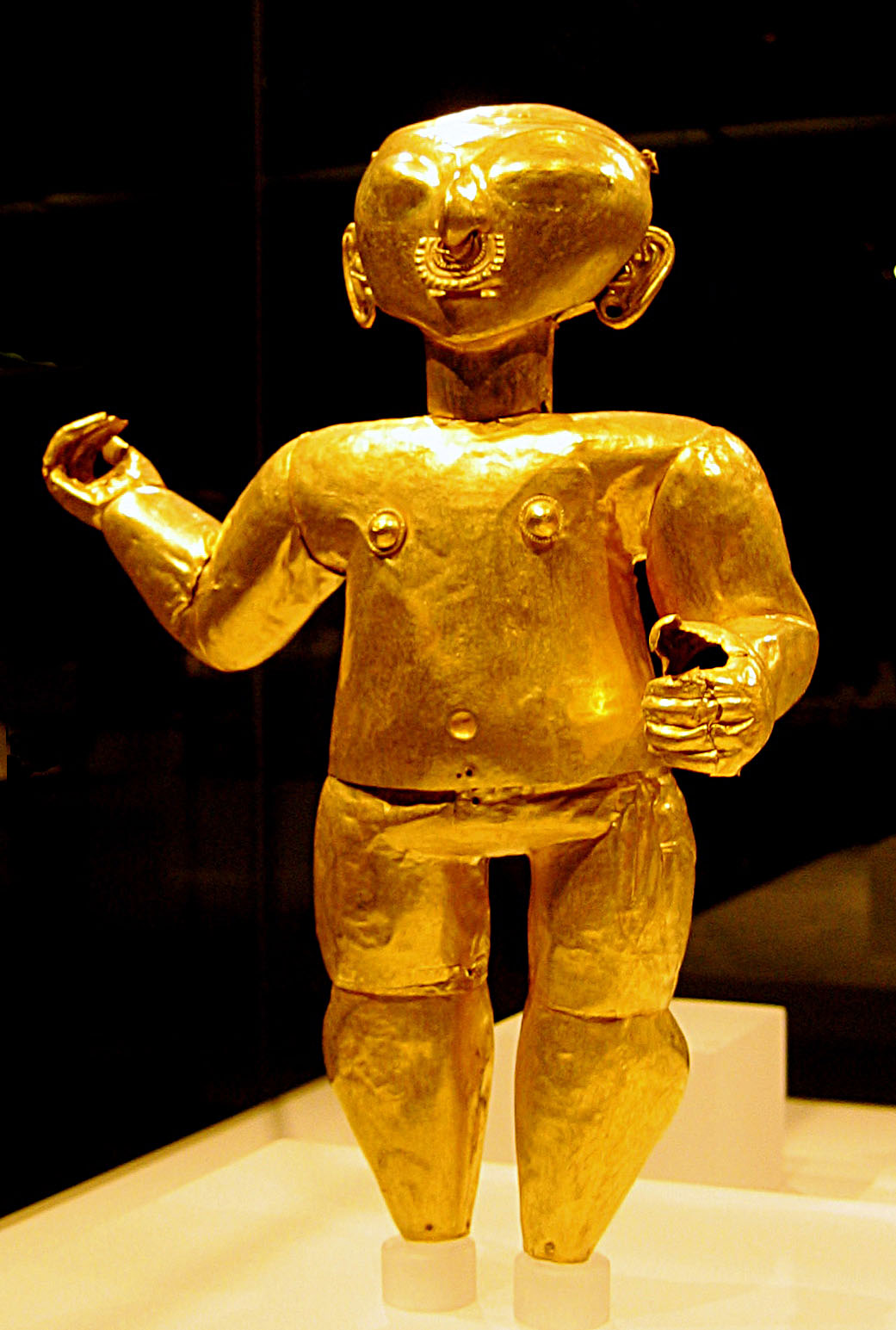
Estatuilla de oro de la cultura Tumaco.

Ubicados en el actuales departamentos de Caldas, Quindío, Risaralda y norte del Valle del Cauca. La estructura administrativa Quimbaya era bastante dispersa, había casi más de 80 caciques, aunque entre ellos reconocían a otros 5 como superiores. En lo referente a las relaciones con tribus cercanas, los Quimbayas y los vecinos de ellos, a diferencia de otras culturas, tenían relaciones constantes con ellos, pues las distancias entre sus poblados era escasa. Las relaciones eran mantenidas de cacique a cacique y siempre se usaban intérpretes.
- Cacique de Los Zenúes

Ubicados en las planicies de los actuales departamentos de Sucre y Córdoba. Los Zenúes fueron la única cultura que estableció un gobierno centralizado, pues los tres grandes caciques, El cacique de Panzenú, el de Zenufana y la gran Cacica de Finzenú. La estructura se le puede llamar centralizada, pues los caciques de los tres territorios eran hermanos y los de Panzenú y Zenufana le debían tributo a la Gran Cacica de Finzenú, quien era su hermana mayor. El sistema centralizado, causó la concentración de los Zenúes en grandes ciudades, y no en pequeños poblados independientes. Estas ciudades son: Yapel (Hoy Ayapel, Córdoba), Mexión (Tuchín, Córdoba), Faraquiel (Al Sur de Montería) y la gran capital de Finzenú (Montería, Córdoba). La ciudad de Finzenú tenía alrededor de 70.000 habitantes, y era la ciudad más grande. Además de ser el centro de la vida administrativa y la residencia de la gran Cacica de los Zenúes, era el centro productor del oro Zenú, pues el río Zenú le daba el mineral.

### Inca del Imperio incaico
Lista de incas del Imperio incaico

## Periodo Hispánico
Lista de Reyes de España

### Virrey del Perú
Lista de Virreyes del Perú

### Los Conquistadores
el orden gubernativo colonial comenzó con el predominio de las tropas españolas en el territorio descubierto entre 1499 y 1538, pues en este último año fue que murió el último Zipa y quedaron dominadas las tribus circundantes del territorio de la ciudad de Santafé, fundada el 6 de agosto de 1538. El periplo de conquistadores regentes del denominado Nuevo Reino de Granada fue el siguiente:

#### Lista de conquistadores gobernantes delNuevo Reino de Granada
| N.º | Gobernante                       | Imagen                       | Período | Período | Virrey de Perú               | Monarca            |
| N.º | Gobernante                       | Imagen                       | Inicio  | Final   | Virrey de Perú               | Monarca            |
| --- | -------------------------------- | ---------------------------- | ------- | ------- | ---------------------------- | ------------------ |
| 1.º | Gonzalo Jiménez de Quesada       |                              | 1538    | 1539    | Cargo inexistente            | Carlos I de España |
|     | Hernán Pérez de Quesada          |                              | 1539    | 1542    | Cargo inexistente            | Carlos I de España |
|     | Luis Alonso de Lugo              |                              | 1542    | 1544    | Cargo inexistente            | Carlos I de España |
|     | Lope Montalvo de Lugo            |                              | 1544    | 1545    | Blasco Núñez Vela            | Carlos I de España |
|     | Pedro de Ursúa                   |                              | 1545    | 1546    | Blasco Núñez Vela            | Carlos I de España |
|     | Pedro de Ursúa                   | Gonzalo Pizarro (De facto)   | 1545    | 1546    |                              | Carlos I de España |
|     | Miguel Díez de Armendáriz        |                              | 1546    | 1550    |                              | Carlos I de España |
|     | Miguel Díez de Armendáriz        | Pedro de la Gasca (Interino) | 1546    | 1550    |                              | Carlos I de España |
|     | Miguel Díez de Armendáriz        | Andrés de Cianca (Interino)  | 1546    | 1550    |                              | Carlos I de España |
|     | Juan de Montaño [cita requerida] |                              | 1551    | 1558    | Antonio de Mendoza y Pacheco | Carlos I de España |
|     | Juan de Montaño [cita requerida] | Andrés de Cianca (Interino)  | 1551    | 1558    |                              | Carlos I de España |
|     | Juan de Montaño [cita requerida] | Andrés Hurtado de Mendoza    | 1551    | 1558    | Felipe II de España          |                    |

#### Presidente de la Real Audiencia del Nuevo Reino de Granada
Atendiendo los reclamos de Gonzalo Jiménez de Quesada, Carlos V concedió a Bogotá el título de ciudad el 27 de julio de 1540. A pesar de no ser un virreinato en sí, la Nueva Granada fue organizada bajo la autoridad de la Real Audiencia de Santafé. La real audiencia fue creada por la cédula real del 17 de julio de 1549; la autoridad de ella comprendía los territorios comprendidos por las provincias de Santa Marta, Río de San Juan, Popayán, Guayana y Cartagena. La real audiencia era órgano supremo de poder, administraba la justicia, organizaba la administración pública y se le encargó "pacificar" el territorio. 
La primera sesión de la Real Audiencia de Santafé de Bogotá se hizo el 7 de abril de 1550 en una casona que daba a la plaza de Bolívar, donde hoy queda el Palacio de Justicia. Los magistrados de la real audiencia, eran conocidos como oidores. Molesto con la gestión de los oidores, Madrid enviaba a los Visitadores. Esto probó ser bastante ineficaz, por eso solo duró entre 1545 y 1558. Madrid decide enviar a Santafé de Bogotá un hombre fuerte para controlar la situación. Por eso, desde 1564 hasta 1717 en la Nueva Granada existió un presidente, quien controlaba a la real audiencia. En 1715, los oidores se rebelaron contra Francisco Meneses Bravo de Saravia, originando una crisis en el sistema presidencial, el golpe contra Meneses la nueva situación política en España para la época, acabaron con la presidencia y dio origen al virreinato. 

##### Lista de Presidentes de la Real Audiencia delNuevo Reino de Granada
| N.º | Presidente                           | Imagen | Periodo  | Periodo  | Monarca             |
| N.º | Presidente                           | Imagen | Inicio   | Final    | Monarca             |
| 1.º | Andrés Díaz Venero de Leyva          |        | 1564     | 1574     | Felipe II de España |
|     | Francisco Briceño                    |        | 1575     | -        |                     |
|     | Lope Díez de Aux y Armendáriz        |        | 1578     | 1580     |                     |
|     | Francisco Guillén Chaparro (e)       |        | -        | -        |                     |
|     | Antonio González                     |        | 1590     | 1597     |                     |
|     | Francisco de Sande                   |        | 1597     | 1602     |                     |
|     | Juan de Borja y Armendia             |        | 1605     | 1628     |                     |
|     | Sancho Girón de Narváez              |        | 1630     | 1637     |                     |
|     | Martín de Saavedra Galindo de Guzmán |        | 1637     | 1645     |                     |
|     | Juan Fernández de Córdoba y Coalla   |        | 1645     | 1652     |                     |
|     | Dionisio Pérez Manrique de Lara      |        | 1654     | 1660     |                     |
|     | Diego de Egües y Beaumont            |        | 1662     | 1664     |                     |
|     | Diego del Corro y Carrascal          |        | 1666     | 1667     |                     |
|     | Diego de Villalba y Toledo           |        | 1667     | 1671     |                     |
|     | Melchor de Liñán y Cisneros          |        | 1671     | 1674     |                     |
|     | Francisco Castillo de la Concha      |        | 1679     | 1685     |                     |
|     | Gil de Cabrera y Dávalos             |        | 16861694 | 16911703 |                     |
|     | Diego Córdoba Lasso de la Vega       |        | 17031711 | 17101712 |                     |
|     | Francisco de Otero y Cossío          |        | 1710     | 1711     |                     |
|     | Francisco Meneses Bravo de Saravia   |        | 1712     | 1715     |                     |
|     | Francisco del Rincón                 |        | 1717     | 1718     |                     |
|     | Antonio de la Pedrosa y Guerrero     |        | 1718     | 1719     |                     |

### Virrey de la Nueva Granada
Las Audiencias de Santafé (Nuevo Reino de Granada) y de Quito, y la Capitanía General de Venezuela fueron promovidos a virreinato por el rey Felipe V entre 1717 y 1724.  La capital del virreinato se situó en la ciudad de Santafé. El virreinato se disolvió temporalmente, por razones económicas, entre 1724 y 1740, cuando se reinstauró nuevamente.
El virrey fue el encargado de administrar, como delegado y en nombre del rey, la Nueva Granada. El virrey (vice-rey o vicario del rey) cumplía sus funciones protocolarias y actuaba como cúspide local de la administración, con mayor o menor autonomía, pues las decisiones en los territorios ultramarinos se tomaban en el Consejo de Indias que se reunía en la Corte con el Rey. La autonomía que el virrey de hecho alcanzaba, dada la distancia de América con España, hacía de él un personaje realmente poderoso, únicamente limitado por la interinidad de su mandato. 
Para los borbones, los virreyes eran preferentemente de clase media (generalmente funcionarios de carrera que sean letrados). El virrey como representante personal del Rey de España, es recibido en América con toda solemnidad, contaba con una guardia personal y era recibidos con un palio, como una especie de sombrilla, que era un privilegio del Rey y del santísimo sacramento.

#### Lista de Virreyes de la Nueva Granada
| N.º | Virrey                         | Imagen | Periodo                 | Periodo                 | Monarca  |
| N.º | Virrey                         | Imagen | Inicio                  | Final                   | Monarca  |
| 1.º | Jorge de Villalonga            |        | 13 de junio de 1718     | 11 de mayo de 1724      | Felipe V |
| 2.º | Sebastián de Eslava            |        | 20 de abril de 1740     | 6 de noviembre de 1749  |          |
| 3.º | José Alfonso Pizarro           |        | 6 de noviembre de 1749  | 24 de noviembre de 1753 |          |
| 4.º | José Solís Folch de Cardona    |        | 24 de noviembre de 1753 | 25 de febrero de 1761   |          |
|     | Pedro Messía de la Cerda       |        | 25 de febrero de 1761   | 1773                    |          |
|     | Manuel Guirior                 |        | 1773                    | 1776                    |          |
|     | Manuel Antonio Flórez          |        | 1776                    | 1782                    |          |
|     | Juan de Torrezal Díaz Pimienta |        |                         | 1782                    |          |
|     | Antonio Caballero y Góngora    |        | 1782                    | 1789                    |          |
|     | Francisco Gil y Lemos          |        | -                       | 1789                    |          |
|     | José Manuel de Ezpeleta        |        | 1789                    | 1797                    |          |
|     | Pedro Mendinueta y Muzquiz     |        | 1797                    | 1803                    |          |
|     | Antonio José Amar y Borbón     |        | 1803                    | 1810                    |          |
|     | Francisco Javier Venegas       |        | -                       | 1810                    |          |
|     | Benito Pérez Brito             |        | 1812                    | 1813                    |          |
|     | Francisco José de Montalvo     |        | 1813                    | 1818                    |          |
|     | Juan de Sámano                 |        | 1818                    | 1819                    |          |
|     | Juan de la Cruz Mourgeon       |        | 1821                    | 1822                    |          |

## Periodo Independentista

### Presidentes de la Junta Suprema de Santafé (1810-1811)
| N.º | Imagen | Presidente                             | Origen            | Inicio              | Final               | Partido     | Elección                              | Vicepresidente    | Presidente interno |
| --- | ------ | -------------------------------------- | ----------------- | ------------------- | ------------------- | ----------- | ------------------------------------- | ----------------- | ------------------ |
| 1.º |        | Antonio José Amar y Borbón (1742-1818) | Zaragoza (España) | 10 de julio de 1810 | 25 de julio de 1810 | Monárquico  | Elegido                               | Cargo inexistente | -                  |
| 2.º |        | José Miguel Pey (1763-1838)            | Bogotá            | 25 de julio de 1810 | 1 de abril de 1811  | Centralista | Encargado tras la dimision del virrey | Cargo inexistente | -                  |

### Presidente de Cundinamarca (1811-1816)
El Nuevo Reino de Granada se dividía en provincias, de las cuales Santafé era la preponderante por ser presidida por el Virrey. El proceso de independencia de Colombia se inició en las provincias hasta llegar a Santafé, en donde se forma una Junta de Gobierno tal como sucedió en Socorro y figuraría en otras provincias. El virrey fue el primer presidente del organismo, pero luego fue relevado por el alcalde Pey. La Junta de Gobierno operó hasta que fue elegido el colegio electoral de Cundinamarca, que redactó la constitución del Estado y creó la figura de Presidente, así como propuso un gobierno centralista en Cundinamarca, a lo cual no acudieron algunas provincias y ciudades que respaldaban un modelo federal. 
| N.º | Imagen | Presidente                           | Origen | Inicio                   | Final                    | Partido     | Elección                             | Vicepresidente                           | Presidente interno |
| --- | ------ | ------------------------------------ | ------ | ------------------------ | ------------------------ | ----------- | ------------------------------------ | ---------------------------------------- | --- |
| 1.º |        | Jorge Tadeo Lozano (1771-1816)       | Bogotá | 1 de abril de 1811       | 19 de septiembre de 1811 | Federalista | Elegido                              | José María Domínguez del Castillo (1811) | - |
| 2.º |        | Antonio Nariño y Álvarez (1765-1823) | Bogotá | 19 de septiembre de 1811 | 25 de junio de 1812      | Centralista | Elegido tras la renuncia del titular | Vacante                                  | Pedro Groot y Alea (23 de septiembre de 1811-24 de diciembre de 1811) |
| 3.º |        | Manuel Benito de Castro (1751-1826)  | Bogotá | 25 de junio de 1812      | 5 de agosto de 1812      | Centralista | Elegido tras la renuncia del titular | Vacante                                  | - |
| 3.º |        | Luis de Ayala y Vergara (1768-1839)  | Bogotá | 25 de junio de 1812      | 5 de agosto de 1812      | Centralista | Elegido tras la renuncia del titular | Vacante                                  | - |
| 4.º |        | Antonio Nariño y Álvarez (1765-1823) | Bogotá | 5 de agosto de 1812      | 29 de agosto de 1813     | Centralista | Reasumio el cargo                    | Vacante                                  | José María Arrubla Martínez (26 de noviembre de 1812-13 de diciembre de 1812) Juan Dionisio Gamba (26 de noviembre de 1812-13 de diciembre de 1812) Felipe de Vergara Azcárate (26 de noviembre de 1812-13 de diciembre de 1812) José Ignacio Sanmiguel (26 de noviembre de 1812-14 de diciembre de 1812) Manuel Camacho Quesada (26 de noviembre de 1812-14 de diciembre de 1812) |
| 5.º |        | Manuel Bernardo Álvarez (1743-1816)  | Bogotá | 13 de agosto de 1813     | 12 de diciembre de 1814  | Centralista | Asumió ante la captura de Nariño     | Vacante                                  | - |

### Presidente de las Provincias Unidas de Nueva Granada (1811-1816)
Mientras en Cundinamarca se promulgó el centralismo, En Tunja se lideraró como provincia un gobierno federal, encabezado por el Congreso. El segundo domingo de octubre de 1811 se realizaron las primeras elecciones en Tunja. Había electores representantes por cada 2000 habitantes; y en caso de que el municipio no tuviese tal cantidad de población, se elegía uno de todas maneras. Podían votar todas las personas que tuviesen un oficio modesto y tener 20 años o más. El 27 de noviembre, con la derrota de Cundinamarca, quedó oficialmente establecida la primera pequeña república: Provincias Unidas de la Nueva Granada.
| N.º  | Imagen | Presidente                                     | Origen          | Inicio                  | Final                    | Partido     | Elección                                | Vicepresidente                       | Presidente interno |
| ---- | ------ | ---------------------------------------------- | --------------- | ----------------------- | ------------------------ | ----------- | --------------------------------------- | ------------------------------------ | ------------------ |
| 1.º  |        | Antonio Nariño y Álvarez (1765-1823)           | Bogotá          | 27 de noviembre de 1811 | 27 de octubre de 1812    | Centralista | Elegido como secretario del congreso    | -                                    | -                  |
| 2.º  |        | Camilo Torres Tenorio (1766-1816)              | Cauca           | 27 de octubre de 1812   | 5 de octubre de 1814     | Federalista | Elegido como presidente del congreso    | -                                    | -                  |
| 3.º  |        | José Fernández Madrid (1789-1830)              | Bolívar         | 5 de octubre de 1814    | 21 de enero de 1815      | Federalista | Elegido como miembro del triunvirato    | -                                    | -                  |
| 3.º  |        | José Joaquín Camacho (1766-1816)               | Boyacá          | 5 de octubre de 1814    | 21 de enero de 1815      | Centralista | Elegido como miembro del triunvirato    | -                                    | -                  |
| 3.º  |        | José María del Castillo Rada (1776-1835)       | Bolívar         | 5 de octubre de 1814    | 21 de enero de 1815      | Centralista | Elegido como miembro del triunvirato    | -                                    | -                  |
| 4.º  |        | Custodio García Rovira (1780-1816)             | Santander       | 28 de noviembre de 1814 | 25 de marzo de 1815      | Centralista | Elegido como presidente del triunvirato | -                                    | -                  |
| 5.º  |        | Crisanto Valenzuela y Conde (1776-1816)        | Santander       | 25 de julio de 1815     | 17 de agosto de 1815     | Centralista | Elegido como miembro del triunvirato    | -                                    | -                  |
| 5.º  |        | José Miguel Pey (1763-1838)                    | Bogotá          | 28 de julio de 1815     | 17 de agosto de 1815     | Centralista | Elegido como miembro del triunvirato    | -                                    | -                  |
| 5.º  |        | Manuel Rodríguez Torices (1788-1816)           | Bolívar         | 28 de julio de 1815     | 17 de agosto de 1815     | Centralista | Elegido como presidente del triunvirato | -                                    | -                  |
| 7.º  |        | Antonio Villavicencio y Verástegui (1775-1816) | Quito (Ecuador) | 17 de agosto de 1815    | 15 de noviembre de 1815  | Federalista | Designado como miembro del triunvirato  | -                                    | -                  |
| 8.º  |        | Camilo Torres Tenorio (1766-1816)              | Cauca           | 15 de noviembre de 1815 | 22 de junio de 1816      | Federalista | Elegido como presidente                 | Manuel Rodríguez Torices (1815-1816) | -                  |
| 9.º  |        | José Fernández Madrid (1789-1830)              | Bolívar         | 14 de marzo de 1816     | 22 de junio de 1816      | Federalista | Encargado por renuncia del titular      | Vacante                              | -                  |
| 10.º |        | Custodio García Rovira (1780-1816)             | Santander       | 22 de junio de 1816     | 19 de julio de 1816      | Centralista | Elegido como presidente                 | Liborio Mejía Gutiérrez (1816)       | -                  |
| 11.º |        | Liborio Mejía Gutiérrez (1792-1816)            | Antioquia       | 22 de junio de 1816     | 30 de junio de 1816      | Centralista | -                                       | Vacante                              | -                  |
| 12.º |        | Fernando Serrano Uribe (1779-1819)             | Santander       | 16 de julio de 1816     | 16 de septiembre de 1816 | Centralista | Elegido como presidente                 | Vacante                              | -                  |

## Periodo Republicano

### Presidente de la Gran Colombia
De acuerdo con la constitución del Congreso de Angostura del 15 de febrero de 1819:
- La Gran Colombia sería gobernada por un Presidente. Existiría un Vicepresidente que suplantaría al Presidente en su ausencia.
- Los gobernadores de los tres Departamentos también se llamarían Vicepresidentes.
- El presidentes y vicepresidentes se elegirían con voto indirecto.

El 18 de julio se reanudó los trabajos de constitucionales en Cúcuta para incluir las regiones recién emancipadas. El 30 de agosto de 1821 es proclamada la Constitución de 1821 y se expide el 12 de julio. Estas se ha considerado como la primera Constitución de Colombia. Entre otros aspectos en esta constitución:
- El Gobierno de Colombia se declaró popular y representativo.
- Cada parroquia tendría una Asamblea que se reuniría cada cuatro años, el último domingo del mes de julio. Los miembros de estas Asambleas designarían los electores de los cantones, que deben tener más de veinticinco años, poseer en bienes raíces más de quinientas piastras o trescientas de renta.
- Éstos se constituirían en Asamblea provincial de electores que se reunirían cada cuatro años el día primero de octubre para elegir el presidente y vicepresidente de la República, el senador del Departamento y el representante o representantes de la provincia. Estos funcionarios departamentales ejercerían su función durante cuatro años.
- Podían votar los mayores de veintiún años que sepan leer y escribir y posean cien piastras.
- El Poder Ejecutivo está constituido por un presidente y un vicepresidente, elegidos por cuatro años, que no pueden ser reelegidos y que, en caso de muerte, son sustituidos por el presidente del Senado. El presidente tendría un sueldo de treinta mil piastras por año, y el vicepresidente, de dieciséis mil.
- Cada departamento estaba administrado por un intendente nombrado por el presidente y un Gobernador que estaba bajo las órdenes del intendente.

#### Presidentes de la Gran Colombia (1819-1831)
| N.º | Imagen                          | Presidente                               | Origen              | Inicio                   | Final                   | Partido     | Elección                                 | Vicepresidente                      | Presidente interno |
| --- | ------------------------------- | ---------------------------------------- | ------------------- | ------------------------ | ----------------------- | ----------- | ---------------------------------------- | ----------------------------------- | --- |
| 1.º |                                 | Simón Bolívar y Palacios (1783-1830)     | Caracas (Venezuela) | 21 de septiembre de 1819 | 4 de mayo de 1830       | Centralista | Elecciones de 1821                       | Francisco Antonio Zea (1819-1820)   | Francisco de Paula Santander (13 de diciembre de 1821-14 de noviembre de 1826) Estanislao Vergara y Santamaría (10 de noviembre de 1829-10 de diciembre de 1829)                            |
| 1.º | Juan Germán Roscio (1820-1821)  | Simón Bolívar y Palacios (1783-1830)     | Caracas (Venezuela) | 21 de septiembre de 1819 | 4 de mayo de 1830       | Centralista | Elecciones de 1821                       |                                     | Francisco de Paula Santander (13 de diciembre de 1821-14 de noviembre de 1826) Estanislao Vergara y Santamaría (10 de noviembre de 1829-10 de diciembre de 1829)                            |
| 1.º | Antonio Nariño y Álvarez (1821) | Simón Bolívar y Palacios (1783-1830)     | Caracas (Venezuela) | 21 de septiembre de 1819 | 4 de mayo de 1830       | Centralista | Elecciones de 1821                       |                                     | Francisco de Paula Santander (13 de diciembre de 1821-14 de noviembre de 1826) Estanislao Vergara y Santamaría (10 de noviembre de 1829-10 de diciembre de 1829)                            |
| 1.º | José María del Castillo (1821)  | Simón Bolívar y Palacios (1783-1830)     | Caracas (Venezuela) | 21 de septiembre de 1819 | 4 de mayo de 1830       | Centralista | Elecciones de 1821                       |                                     | Francisco de Paula Santander (13 de diciembre de 1821-14 de noviembre de 1826) Estanislao Vergara y Santamaría (10 de noviembre de 1829-10 de diciembre de 1829)                            |
| 1.º | Elecciones de 1825              | Simón Bolívar y Palacios (1783-1830)     | Caracas (Venezuela) | 21 de septiembre de 1819 | 4 de mayo de 1830       | Centralista | Francisco de Paula Santander (1821-1828) |                                     | Francisco de Paula Santander (13 de diciembre de 1821-14 de noviembre de 1826) Estanislao Vergara y Santamaría (10 de noviembre de 1829-10 de diciembre de 1829)                            |
| 2.º |                                 | Domingo Caycedo y Santamaría (1783-1843) | Bogotá              | 4 de mayo de 1830        | 13 de junio de 1830     | Centralista | Asumió como vicepresidente               | El mismo                            | El mismo |
| 3.º |                                 | Joaquín Mosquera y Arboleda (1787-1878)  | Cauca               | 13 de junio de 1830      | 4 de septiembre de 1830 | Centralista | Elecciones de 1830                       | Domingo Caycedo y Santamaría (1830) | - |
| 4.º |                                 | Rafael Urdaneta Farías (1788-1845)       | Zulia (Venezuela)   | 4 de septiembre de 1830  | 2 de mayo de 1831       | Centralista | Golpe de Estado                          | Vacante                             | Juan García del Río (4 de septiembre de 1830-2 de mayo de 1831) José Miguel Pey (30 de abril de 1831-5 de mayo de 1831) Jerónimo de Mendoza Galavís (28 de abril de 1831-3 de mayo de 1831) |
| 5.º |                                 | Domingo Caycedo y Santamaría (1783-1843) | Bogotá              | 3 de mayo de 1831        | 21 de noviembre de 1831 | Centralista | Asumió el poder como vicepresidente      | El mismo                            | - |

### Presidente de la República de la Nueva Granada (1831-1858)
Separados Venezuela y Ecuador de la Gran Colombia, el 8 de octubre de 1831 se inicia una reunión donde se establece una república centralizada con algunos rasgos federales llamada oficialmente República de la Nueva Granada. Se inició oficialmente con la entrega del poder a Domingo Caycedo se estableció el régimen presidencialista. Las provincias se llamaron Departamentos y estaban administrados por un gobernador nombrado por el presidente y por asambleas elegidas por voto.

#### Lista de Presidentes de la República de la Nueva Granada (1831-1858)
| N.º  | Imagen                        | Presidente                               | Origen             | Inicio                  | Final                  | Partido                      | Elección                                | Vicepresidente                           | Presidente interno                                                      |
| ---- | ----------------------------- | ---------------------------------------- | ------------------ | ----------------------- | ---------------------- | ---------------------------- | --------------------------------------- | ---------------------------------------- | ----------------------------------------------------------------------- |
| 1.º  |                               | José María Obando (1795-1861)            | Cauca              | 23 de noviembre de 1831 | 10 de marzo de 1832    | Federalista                  | Asumió como vicepresidente provisional  | El mismo                                 | El mismo                                                                |
| 2.º  |                               | Francisco de Paula Santander (1792-1840) | Norte de Santander | 10 de marzo de 1832     | 1 de abril de 1837     | Federalista                  | Elecciones de 1832                      | José Ignacio de Márquez (1832-1833)      | José Ignacio de Márquez (10 de marzo-7 de octubre de 1832)              |
| 2.º  | Elecciones de 1833            | Francisco de Paula Santander (1792-1840) | Norte de Santander | 10 de marzo de 1832     | 1 de abril de 1837     | Federalista                  | Joaquín Mosquera y Arboleda (1833-1835) |                                          | José Ignacio de Márquez (10 de marzo-7 de octubre de 1832)              |
| 2.º  | Elecciones de 1833            | Francisco de Paula Santander (1792-1840) | Norte de Santander | 10 de marzo de 1832     | 1 de abril de 1837     | Federalista                  | José Ignacio de Márquez (1835-1837)     |                                          | José Ignacio de Márquez (10 de marzo-7 de octubre de 1832)              |
| 3.º  |                               | José Ignacio de Márquez (1793-1880)      | Boyacá             | 1 de abril de 1837      | 1 de abril de 1841     | Centralista                  | Elecciones de 1837                      | Domingo Caycedo y Santamaría (1839-1841) | -                                                                       |
| 4.º  |                               | Pedro Alcántara Herrán (1800-1872)       | Bogotá             | 1 de abril de 1841      | 1 de abril de 1845     | Centralista                  | Elecciones de 1841                      | Domingo Caycedo y Santamaría (1841-1843) | Juan de Dios Aranzazu (5 de julio de 1841-19 de mayo de 1842)           |
| 4.º  | Joaquín José Gori (1843-1845) | Pedro Alcántara Herrán (1800-1872)       | Bogotá             | 1 de abril de 1841      | 1 de abril de 1845     | Centralista                  | Elecciones de 1841                      |                                          | Juan de Dios Aranzazu (5 de julio de 1841-19 de mayo de 1842)           |
| 5.º  |                               | Tomás Cipriano de Mosquera (1798-1878)   | Cauca              | 1 de abril de 1845      | 1 de abril de 1849     | Independiente                | Elecciones de 1845                      | Rufino Cuervo y Barreto (1847-1849)      | Rufino Cuervo y Barreto (14 de agosto de 1847-14 de diciembre de 1847)  |
| 6.º  |                               | José Hilario López (1798-1869)           | Cauca              | 1 de abril de 1849      | 1 de abril de 1853     | Partido Liberal              | Elecciones de 1849                      | José de Obaldía Orejuela (1851-1855)     | -                                                                       |
| 7.º  |                               | José María Obando (1795-1861)            | Cauca              | 1 de abril de 1853      | 17 de abril de 1854    | Partido Liberal (Gólgota)    | Elecciones de 1853                      | José de Obaldía Orejuela (1851-1855)     | -                                                                       |
| 8.º  |                               | José María Melo (1800-1860)              | Tolima             | 17 de abril de 1854     | 4 de diciembre de 1854 | Partido Liberal (Draconiano) | Golpe de Estado                         | Vacante                                  | Francisco Antonio Obregón Muñóz (20 de mayo de 1854-2 de junio de 1854) |
| 8.º  |                               | Tomás Herrera y Pérez (1804-1854)        | Panamá (Panamá)    | 17 de abril de 1854     | 4 de diciembre de 1854 | Partido Liberal              | Asumió como designado                   | Vacante                                  | -                                                                       |
| 9.º  |                               | José de Obaldía Orejuela (1806-1889)     | Veraguas (Panamá)  | 4 de diciembre de 1854  | 1 de abril de 1855     | Partido Liberal              | Asumió como vicepresidente              | Manuel María Mallarino (1854-1857)       | -                                                                       |
| 10.º |                               | Manuel María Mallarino (1808-1872)       | Valle del Cauca    | 1 de abril de 1855      | 1 de abril de 1857     | Partido Conservador          | Asumió como vicepresidente              | El mismo                                 | -                                                                       |
| 11.º |                               | Mariano Ospina Rodríguez (1805-1885)     | Cundinamarca       | 1 de abril de 1857      | 22 de mayo de 1858     | Partido Conservador          | Elecciones de 1857                      | Cargo abolido                            | -                                                                       |

### Presidente de la Confederación Granadina (1858-1863)
En la constitución de 1858 el país es llamado oficialmente Confederación Granadina. Se le otorgó mayor representación y poder a las provincias: cada estado podía tener atributos legislativos independientes y la posibilidad de elegir su propio presidente. Se abolió la Vicepresidencia y se reemplazó con la de un designado nombrado por el congreso. El presidente y los senadores serían elegidos por un período de cuatro años y la cámara por dos años. En 1859 sale una ley electoral que confiere al presidente de la confederación el poder de reemplazar presidentes estatales e intervenir en cuestiones de orden público, y confiere al congreso la facultad para juzgar las elecciones de los estados.

#### Lista de Presidentes de la Confederación Granadina (1858-1863)
| N.º | Imagen | Presidente                             | Origen       | Inicio              | Final                | Partido             | Elección               | Primer designado | Presidente interno                     |
| --- | ------ | -------------------------------------- | ------------ | ------------------- | -------------------- | ------------------- | ---------------------- | ---------------- | -------------------------------------- |
| 1.º |        | Mariano Ospina Rodríguez (1805-1885)   | Cundinamarca | 22 de mayo de 1858  | 1 de abril de 1861   | Partido Conservador | Continuó su mandato    | -                | -                                      |
| 2.º |        | Bartolomé Calvo Díaz (1815-189)        | Bolívar      | 1 de abril de 1861  | 10 de junio de 1861  | Partido Conservador | Asumió como procurador | -                | -                                      |
| 2.º |        | Juan José Nieto Gil (1805-1866)        | Atlántico    | 25 de enero de 1861 | 18 de julio de 1861  | Partido Liberal     | Asumió como designado  | -                | -                                      |
| 3.º |        | Julio Arboleda Pombo (1817-1862)       | Cauca        | 10 de julio de 1861 | 18 de julio de 1861  | Partido Conservador | Elecciones de 1861     | -                | -                                      |
| 3.º |        | Tomás Cipriano de Mosquera (1798-1878) | Cauca        | 18 de julio de 1861 | 4 de febrero de 1863 | Partido Liberal     | Golpe de Estado        | -                | Andrés Cerón Serrano (febrero de 1862) |

### Presidente de los Estados Unidos de Colombia (1863-1886)
El 3 de febrero la convención de Rionegro proclama los Estados Unidos de Colombia iniciándose con la entrega del poder a Francisco Javier Zaldúa, el 8 de mayo de 1863 se promulga la Constitución de Rionegro y el país es llamado oficialmente Estados Unidos de Colombia. La constitución estableció un sistema federal con una presidencia central (presidencia de la unión) débil de dos años de duración y sin posibilidad de reelección inmediata. La elección del presidente de la unión era indirecta: cada uno de los nueve estados (Panamá, Antioquia, Magdalena, Bolívar, Santander, Boyacá, Cundinamarca, Tolima y Cauca) elegía sus candidatos siguiendo los procedimientos electorales particulares de cada estado; luego, cada uno de los nueve estados depositaba un voto para elegir el presidente de la unión. El candidato ganador era aquel que tuviera la mayoría absoluta de votos, si no se lograba la mayoría absoluta, el congreso sería el que lo elegiría del mismo grupo de candidatos.

#### Lista de Presidentes de los Estados Unidos de Colombia (1863-1886)
| N.º  | Imagen | Presidente | Origen               | Inicio                  | Final                   | Partido                         | Elección                          | Primer designado | Presidente interno |
| ---- | ------ | --- | -------------------- | ----------------------- | ----------------------- | ------------------------------- | --------------------------------- | ---------------- | --- |
| 1.º  |        | Tomás Cipriano de Mosquera (1798-1878) | Cauca                | 4 de febrero de 1863    | 10 de febrero de 1863   | Partido Liberal (Radical)       | Golpe de Estado                   | -                | - |
| 2.º  |        | Ejecutivo Plural: - Froilán Largacha Hurtado (Presidente) - Tomás Cipriano de Mosquera - José Hilario López - Eustorgio Salgar Moreno - Santos Gutiérrez Prieto | -                    | 10 de febrero de 1863   | 14 de mayo de 1863      | Partido Liberal (Radicales)     | Gobierno de transición            | -                | - |
| 3.º  |        | Tomás Cipriano de Mosquera (1798-1878) | Cauca                | 14 de mayo de 1863      | 1 de abril de 1864      | Partido Liberal (Radical)       | Elegido por el congreso           | -                | Juan Uricoechea Navarro (29 de enero de 1864-29 de febrero de 1864)                                                                       |
| 4.º  |        | Manuel Murillo Toro (1816-1880) | Tolima               | 1 de abril de 1864      | 1 de abril de 1866      | Partido Liberal (Radical)       | Elecciones de 1864                | -                | - |
| 5.º  |        | José María Rojas Garrido (1824-183) | Huila                | 1 de abril de 1866      | 20 de mayo de 1866      | Partido Liberal (Radical)       | Asumió como designado             | El mismo         | El mismo |
| 6.º  |        | Tomás Cipriano de Mosquera (1798-1878) | Cauca                | 20 de mayo de 1866      | 12 de mayo de 1867      | Partido Liberal (Moderado)      | Elecciones de 1866                | -                | - |
| 7.º  |        | Joaquín Riascos García (1833-1875) | La Chorrera (Panamá) | 12 de mayo de 1867      | 28 de junio de 1867     | Partido Liberal (Radical)       | Asumió como designado             | El mismo         | El mismo |
| 8.º  |        | Santos Acosta Castillo (1827-1901) | Boyacá               | 28 de junio de 1867     | 1 de abril de 1868      | Partido Liberal (Radical)       | Golpe de Estado                   | -                | - |
| 9.º  |        | Santos Gutiérrez Prieto (1820-1872) | Boyacá               | 1 de abril de 1868      | 1 de abril de 1870      | Partido Liberal (Radical)       | Elecciones de 1867                | -                | Salvador Camacho Roldán (20 de diciembre de 1868-2 de enero de 1869)                                                                      |
| 10.º |        | Eustorgio Salgar Moreno (1831-1885) | Bogotá               | 1 de abril de 1870      | 1 de abril de 1872      | Partido Liberal (Radical)       | Elecciones de 1870                | -                | - |
| 11.º |        | Manuel Murillo Toro (1816-1880) | Tolima               | 1 de abril de 1872      | 1 de abril de 1874      | Partido Liberal (Radical)       | Elecciones de 1872                | -                | - |
| 12.º |        | Santiago Pérez Manosalva (1830-1900) | Cundinamarca         | 1 de abril de 1874      | 1 de abril de 1876      | Partido Liberal (Radical)       | Elecciones de 1874                | -                | - |
| 13.º |        | Aquileo Parra Gómez (1825-1900) | Santander            | 1 de abril de 1876      | 1 de abril de 1878      | Partido Liberal (Radical)       | Elecciones de 1876                | -                | Sergio Camargo Pinzón (19 de mayo de 1877- 13 de agosto de 1877) Manuel María Ramírez (22 de diciembre de 1877 - 24 de diciembre de 1877) |
| 14.º |        | Julián Trujillo Largacha (1828-1883) | Cauca                | 1 de abril de 1878      | 1 de abril de 1880      | Partido Liberal (Nacional)      | Elecciones de 1878                | -                | - |
| 15.º |        | Rafael Nuñez Moledo (1825-1894) | Bolívar              | 1 de abril de 1880      | 1 de abril de 1882      | Partido Liberal (Nacional)      | Elecciones de 1880                | -                | - |
| 16.º |        | Francisco Javier Zaldúa (1811-1882) | Bogotá               | 1 de abril de 1882      | 21 de diciembre de 1882 | Partido Liberal (Nacional)      | Elecciones de 1882                | -                | - |
| 17.º |        | Clímaco Calderón Reyes (1852-1913) | Boyacá               | 21 de diciembre de 1882 | 22 de diciembre de 1882 | Partido Liberal (Radical)       | Asumió ante la muerte del titular | -                | El mismo |
| 18.º |        | José Eusebio Otálora (1826-1884) | Cundinamarca         | 22 de diciembre de 1882 | 1 de abril de 1884      | Partido Liberal (Independiente) | Asumió como designado             | -                | - |
| 19.º |        | Ezequiel Hurtado Hurtado (1825-1890) | Cauca                | 1 de abril de 1884      | 10 de agosto de 1884    | Partido Liberal (Radical)       | Asumió como designado             | El mismo         | El mismo |
| 20.º |        | Rafael Nuñez Moledo (1825-1894) | Bolívar              | 10 de agosto de 1884    | 1 de abril de 1886      | Partido Liberal (Independiente) | Elecciones de 1884                | -                | - |
| 21.º |        | José María Campo Serrano (1832-1915) | Magdalena            | 1 de abril de 1886      | 5 de agosto de 1886     | Partido Liberal (Independiente) | Asumió como designado             | El mismo         | El mismo |

### Presidente de la República de Colombia

#### Constitución de 1886
En 1886 se proclama una nueva constitución y el país es llamado oficialmente República de Colombia iniciándose con la entrega del poder a José María Campo Serrano. La Asamblea Constituyente fue conformada por delegatarios de los nueve estados: dos por cada uno. Rafael Núñez anunció un programa nacional de Regeneración que cambió al país de un sistema federal descentralizado a un sistema centralizado con una presidencia central fuerte. El período presidencial cambió de dos a seis años. El presidente de la República es elegido por el Congreso. Los Estados Soberanos fueron sustituidos por Departamentos, los cuales eran administrados en adelante gobernadores y elegían los alcaldes de su jurisdicción, excepto el alcalde de Bogotá que era elegido por el presidente. De forma que el presidente en turno podía tener el monopolio del ejecutivo a todos los niveles. Además de esto se autorizó la reelección del presidente en períodos inmediatos.
Las asambleas departamentales se elegían por voto popular. El senado era elegido por las asambleas departamentales. El sufragio para elecciones en el ámbito nacional se limitó a los hombres mayores de 21 que supieran leer y escribir. Se revivió la figura del vicepresidente.

#### Constitución de 1991
En 1991 fue sancionada una nueva constitución que mantuvo la duración del periodo presidencial y el impedimento de la reelección, pero permitió la elección popular de gobernadores

#### Lista de presidentes de (1886-actualidad)
| N.º  | Imagen                            | Presidente | Origen             | Inicio                   | Final                    | Partido             | Elección                           | Vicepresidente                        | Presidente Interno |
| ---- | --------------------------------- | --- | ------------------ | ------------------------ | ------------------------ | ------------------- | ---------------------------------- | ------------------------------------- | --- |
| 1.º  |                                   | José María Campo Serrano (1832-1915) | Magdalena          | 5 de agosto de 1886      | 7 de enero de 1887       | Partido Nacional    | Asumió como designado              | Vacante                               | El mismo |
| 2.º  |                                   | Eliseo Payán Hurtado (1825-1895) | Valle del Cauca    | 7 de enero de 1887       | 4 de junio de 1887       | Partido Nacional    | Asumió como vicepresidente         | El mismo                              | El mismo |
| 3.º  |                                   | Rafael Nuñez Moledo (1825-1894) | Bolívar            | 4 de junio de 1887       | 7 de agosto de 1888      | Partido Nacional    | Asumió como titular                | Eliseo Payán Hurtado (1887-1888)      | Ninguno |
| 4.º  |                                   | Carlos Holguín Mallarino (1832-1894) | Chocó              | 7 de agosto de 1888      | 7 de agosto de 1892      | Partido Nacional    | Asumió como designado              | Vacante                               | Ninguno |
| 5.º  |                                   | Rafael Nuñez Moledo (1825-1894) | Bolívar            | 7 de agosto de 1892      | 18 de septiembre de 1894 | Partido Nacional    | Elecciones de 1892                 | Miguel Antonio Caro (1892-1894)       | Miguel Antonio Caro (7 de agosto de 1892-21 de septiembre de 1892) Antonio Basilio Cuervo (16 de enero de 1893-17 de enero de 1893) |
| 6.º  |                                   | Miguel Antonio Caro (1843-1909) | Bogotá             | 18 de septiembre de 1894 | 7 de agosto de 1898      | Partido Nacional    | Asumió como vicepresidente         | El mismo                              | Guillermo Quintero Calderón (12 de marzo de 1896-17 de marzo de 1896)                                                               |
| 7.º  |                                   | Manuel Antonio Sanclemente (1813-1902) | Valle del Cauca    | 7 de agosto de 1898      | 31 de julio de 1900      | Partido Nacional    | Elecciones de 1898                 | José Manuel Marroquín (1898-1900)     | Ninguno |
| 8.º  |                                   | José Manuel Marroquín (1827-1908) | Bogotá             | 31 de julio de 1900      | 7 de agosto de 1904      | Partido Conservador | Golpe de Estado                    | Vacante                               | Ninguno |
| 9.º  |                                   | Rafael Reyes Prieto (1849-1921) | Boyacá             | 7 de agosto de 1904      | 9 de junio de 1909       | Partido Conservador | Elecciones de 1904                 | Ramón González Valencia (1904-1905)   | Diego de Angulo Lemos (9 de marzo de 1908-14 de abril de 1908)                                                                      |
| 10.º |                                   | Jorge Holguín Mallarino (1848-1928) | Valle del Cauca    | 9 de junio de 1909       | 4 de agosto de 1909      | Partido Conservador | Asumió como designado              | Cargo abolido                         | Ninguno |
| 11.º |                                   | Ramón González Valencia (1851-1928) | Norte de Santander | 4 de agosto de 1909      | 7 de agosto de 1910      | Partido Conservador | Elecciones de 1909                 | Cargo abolido                         | Ninguno |
| 12.º |                                   | Carlos Eugenio Restrepo (1867-1937) | Antioquia          | 7 de agosto de 1910      | 7 de agosto de 1914      | Unión Republicana   | Elecciones de 1910                 | Cargo abolido                         | Ninguno |
| 13.º |                                   | José Vicente Concha (1867-1929) | Bogotá             | 7 de agosto de 1914      | 7 de agosto de 1918      | Partido Conservador | Elecciones de 1914                 | Cargo abolido                         | Ninguno |
| 14.º |                                   | Marco Fidel Suárez (1855-1927) | Antioquia          | 7 de agosto de 1918      | 11 de noviembre de 1921  | Partido Conservador | Elecciones de 1918                 | Cargo abolido                         | Ninguno |
| 15.º |                                   | Jorge Holguín Mallarino (1848-1928) | Valle del Cauca    | 11 de noviembre de 1921  | 7 de agosto de 1922      | Partido Conservador | Asumió como designado              | Cargo abolido                         | Ninguno |
| 16.º |                                   | Pedro Nel Ospina (1858-1927) | Bogotá             | 7 de agosto de 1922      | 7 de agosto de 1926      | Partido Conservador | Elecciones de 1922                 | Cargo abolido                         | Ninguno |
| 17.º |                                   | Miguel Abadía Méndez (1857-1948) | Tolima             | 7 de agosto de 1926      | 7 de agosto de 1930      | Partido Conservador | Elecciones de 1926                 | Cargo abolido                         | Ninguno |
| 18.º |                                   | Enrique Olaya Herrera (1880-1937) | Boyacá             | 7 de agosto de 1930      | 7 de agosto de 1934      | Partido Liberal     | Elecciones de 1930                 | Cargo abolido                         | Ninguno |
| 19.º |                                   | Alfonso López Pumarejo (1886-1959) | Tolima             | 7 de agosto de 1934      | 7 de agosto de 1938      | Partido Liberal     | Elecciones de 1934                 | Cargo abolido                         | Ninguno |
| 20.º |                                   | Eduardo Santos Montejo (1888-1974) | Bogotá             | 7 de agosto de 1938      | 7 de agosto de 1942      | Partido Liberal     | Elecciones de 1938                 | Cargo abolido                         | Ninguno |
| 21.º |                                   | Alfonso López Pumarejo (1886-1959) | Tolima             | 7 de agosto de 1942      | 7 de agosto de 1945      | Partido Liberal     | Elecciones de 1942                 | Cargo abolido                         | Carlos Lozano y Lozano (9 de octubre de 1942-19 de octubre de 1942) Darío Echandía Olaya (19 de octubre de 1943-16 de mayo de 1944) |
| 22.º |                                   | Alberto Lleras Camargo (1906-1990) | Bogotá             | 7 de agosto de 1945      | 7 de agosto de 1946      | Partido Liberal     | Asumió como designado              | Cargo abolido                         | Ninguno |
| 23.º |                                   | Mariano Ospina Pérez (1891-1976) | Antioquia          | 7 de agosto de 1946      | 7 de agosto de 1950      | Partido Conservador | Elecciones de 1946                 | Cargo abolido                         | Ninguno |
| 24.º |                                   | Laureano Gómez Castro (1889-1965) | Bogotá             | 7 de agosto de 1950      | 5 de noviembre de 1951   | Partido Conservador | Elecciones de 1949                 | Cargo abolido                         | Ninguno |
| 25.º |                                   | Roberto Urdaneta Arbelaez (1890-1972) | Bogotá             | 5 de noviembre de 1951   | 13 de junio de 1953      | Partido Conservador | Asumió como designado              | Cargo abolido                         | Ninguno |
| 26.º |                                   | Gustavo Rojas Pinilla (1900-1975) | Boyacá             | 13 de junio de 1953      | 10 de mayo de 1957       | Militar             | Golpe de Estado                    | Cargo abolido                         | Gabriel París Gordillo (30 de julio de 1955-3 de agosto de 1955)                                                                    |
| 27.º |                                   | Junta Militar de Gobierno: - Gabriel París Gordillo (presidente) - Deogracias Fonseca Espinosa - Rubén Piedrahíta Arango - Rafael Navas Pardo - Luis Ernesto Ordóñez Castillo | -                  | 10 de mayo de 1957       | 7 de agosto de 1958      | Militar             | Renuncia del titular               | Cargo abolido                         | Ninguno |
| 28.º |                                   | Alberto Lleras Camargo (1906-1990) | Bogotá             | 7 de agosto de 1958      | 7 de agosto de 1962      | Partido Liberal     | Elecciones de 1958                 | Cargo abolido                         | Ninguno |
| 29.º |                                   | Guillermo León Valencia (1909-1971) | Cauca              | 7 de agosto de 1962      | 7 de agosto de 1966      | Partido Conservador | Elecciones de 1962                 | Cargo abolido                         | José Antonio Montalvo (6 de agosto de 1963-8 de agosto de 1963)                                                                     |
| 30.º |                                   | Carlos Lleras Restrepo (1908-1994) | Bogotá             | 7 de agosto de 1966      | 7 de agosto de 1970      | Partido Liberal     | Elecciones de 1966                 | Cargo abolido                         | Ninguno |
| 31.º |                                   | Misael Pastrana Borrero (1923-197) | Huila              | 7 de agosto de 1970      | 7 de agosto de 1974      | Partido Conservador | Elecciones de 1970                 | Cargo abolido                         | Rafael Azuero Manchola (21 de julio de 1973-24 de julio de 1973)                                                                    |
| 32.º |                                   | Alfonso López Michelsen (1913-2007) | Bogotá             | 7 de agosto de 1974      | 7 de agosto de 1978      | Partido Liberal     | Elecciones de 1974                 | Cargo abolido                         | Indalecio Liévano Aguirre (6 de octubre de 1976-30 de diciembre de 1976)                                                            |
| 33.º |                                   | Julio César Turbay (1916-2005) | Bogotá             | 7 de agosto de 1978      | 7 de agosto de 1982      | Partido Liberal     | Elecciones de 1978                 | Cargo abolido                         | Víctor Mosquera Chaux (3 de febrero de 1981-11 de febrero de 1981)                                                                  |
| 34.º |                                   | Belisario Betancur Cuartas (1923-2018) | Antioquia          | 7 de agosto de 1982      | 7 de agosto de 1986      | Partido Conservador | Elecciones de 1982                 | Cargo abolido                         | Ninguno |
| 35.º |                                   | Virgilio Barco Vargas (1921-1997) | Norte de Santander | 7 de agosto de 1986      | 7 de agosto de 1990      | Partido Liberal     | Elecciones de 1986                 | Cargo abolido                         | Ninguno |
| 36.º |                                   | César Gaviria Trujillo (1947-) | Risaralda          | 7 de agosto de 1990      | 7 de agosto de 1994      | Partido Liberal     | Elecciones de 1990                 | Cargo abolido                         | Ninguno |
| 37.º |                                   | Ernesto Samper Pizano (1950-) | Bogotá             | 7 de agosto de 1994      | 7 de agosto de 1998      | Partido Liberal     | Elecciones de 1994                 | Humberto de La Calle (1994-1996)      | Humberto de La Calle (1994-1996) |
| 37.º | Carlos Lemos Simmonds (1996-1998) | Ernesto Samper Pizano (1950-) | Bogotá             | 7 de agosto de 1994      | 7 de agosto de 1998      | Partido Liberal     | Elecciones de 1994                 |                                       | |
| 38.º |                                   | Andrés Pastrana Arango (1954-) | Bogotá             | 7 de agosto de 1998      | 7 de agosto de 2002      | Partido Conservador | Elecciones de 1998                 | Gustavo Bell Lemus (1998-2002)        | Gustavo Bell Lemus (1998-2002) |
| 39.º |                                   | Álvaro Uribe Vélez (1952-) | Antioquia          | 7 de agosto de 2002      | 7 de agosto de 2010      | Primero Colombia    | Elecciones de 2002                 | Francisco Santos Calderón (2002-2010) | Francisco Santos Calderón (2002-2010)                                                                                               |
| 39.º | Elecciones de 2006                | Álvaro Uribe Vélez (1952-) | Antioquia          | 7 de agosto de 2002      | 7 de agosto de 2010      | Primero Colombia    |                                    | Francisco Santos Calderón (2002-2010) | Francisco Santos Calderón (2002-2010)                                                                                               |
| 40.º |                                   | Juan Manuel Santos (1951-) | Bogotá             | 7 de agosto de 2010      | 7 de agosto de 2018      | Partido de la U     | Elecciones de 2010                 | Angelino Garzón Quintero (2010-2014)  | Angelino Garzón Quintero (2010-2014)                                                                                                |
| 40.º | Elecciones de 2014                | Juan Manuel Santos (1951-) | Bogotá             | 7 de agosto de 2010      | 7 de agosto de 2018      | Partido de la U     | Germán Vargas Lleras (2014-2017)   | Germán Vargas Lleras (2014-2017)      | |
| 40.º | Elecciones de 2014                | Juan Manuel Santos (1951-) | Bogotá             | 7 de agosto de 2010      | 7 de agosto de 2018      | Partido de la U     | Óscar Naranjo Trujillo (2017-2018) |                                       | |
| 41.º |                                   | Iván Duque Márquez (1976-) | Bogotá             | 7 de agosto de 2018      | 7 de agosto de 2022      | Centro Democrático  | Elecciones de 2018                 | Marta Lucía Ramírez (2018-2022)       | Marta Lucía Ramírez (2018-2022) |
| 42.º |                                   | Gustavo Petro Urrego (1960-) | Córdoba            | 7 de agosto de 2022      | En el cargo              | Colombia Humana     | Elecciones de 2022                 | Francia Márquez Mina (2022-)          | Francia Márquez Mina (2022-) |